# Speleonectes parabenjamini
Speleonectes parabenjamini är en kräftdjursart som beskrevs av Koenemann, Iliffe, van der Ham 2003. Speleonectes parabenjamini ingår i släktet Speleonectes och familjen Speleonectidae. Inga underarter finns listade i Catalogue of Life.